# Alona lapidicola
Alona lapidicola är en kräftdjursart som beskrevs av Chengalath och Hann 1981. Alona lapidicola ingår i släktet Alona och familjen Chydoridae. Inga underarter finns listade i Catalogue of Life.